# It’s All Over Now
It’s All Over Now ist ein Klassiker der Rockmusik. Er wurde im Jahr 1964 von den Songschreibern Bobby & Shirley Womack komponiert und von der Band der Womack-Brüder The Valentinos für das SAR-Label Sam Cookes erstmals eingespielt. Die Nummer war ein Achtungserfolg in den USA.
Keith Richards und Mick Jagger beschlossen, dieses Lied zusammen mit etlichen anderen Kompositionen US-amerikanischer Musiker ins Repertoire ihrer noch wenig bekannten Band The Rolling Stones aufzunehmen. Das Lied verschaffte den Rolling Stones den endgültigen Durchbruch beim europäischen Publikum und wurde ihr erster Nummer-1-Hit in England (Platz 26 in den Vereinigten Staaten).
Der Song ist nicht mit dem Bob-Dylan-Klassiker It’s All Over Now, Baby Blue zu verwechseln, der auch in den Versionen von Them und Joan Baez bekannt wurde.
Es existieren Coverversionen unter anderem von:
- Rolling Stones (1964)
- Ian & the Zodiacs (1964)
- Patti Drew (1966)
- Spencer Davis Group
- Rod Stewart (1970)
- Alex Taylor (1971)
- Stack Waddy (1972)
- Bobby Womack und Bill Withers
- Ducks Deluxe (1974)
- Ry Cooder (1974)
- Johnny Winter (1976)
- Molly Hatchet (1979)
- Clive Langer und the Boxes (1980)
- Mitch Ryder (1982)
- Nils Lofgren (1983)
- Ostbahn Kurti: mit deutschem Text als Ois hod sei End (1985)
- Waylon Jennings (Country-Version)